# 維也納鎮區 (堪薩斯州波特瓦特米縣)
維也納鎮區（英語：Vienna Township）是位於美國堪薩斯州波特瓦特米縣的一個行政鎮區。

## 地方資料
維也納鎮區的面積為78.30平方千米，當中陸地面積為78.12平方千米，而水域面積為0.18平方千米。根據2010年美國人口普查的數據，當地共有人口86人，而人口密度為每平方千米1.1人。

## 外部連結
- US-Counties.com
- City-Data.com （页面存档备份，存于）